# Michael Graziadei
Michael Graziadei est un acteur américano-allemand, né le 22 septembre 1979 en Allemagne.

## Biographie
Graziadei est né en Allemagne. Il est revenu aux États-Unis à l’âge de 11 ans.

## Filmographie

### Télévision
- 2004-2013, 2016, depuis 2022 : Les Feux de l'amour : Danny Romalotti Jr.
- 2004 : Parents à tout prix : Un Élève (Saison 4, Épisode 14)
- 2004 : NCIS : Enquêtes spéciales : Chuck (Saison 1, Épisode 21)
- 2008 : Esprits criminels : Steven Fitzgerald (Saison 3, Épisode 17)
- 2008 : The Cleaner : Aaron (Saison 1, Épisode 1)
- 2008 : 90210 Beverly Hills : Nouvelle Génération : Eric (Saison 1, Épisodes 6, 8 et 10)
- 2009 : Castle : Brent Johnson (Saison 1, Épisode 2)
- 2009 : Crash : Gavin Buckley (Saison 2, Épisodes 11, 12 et 13)
- 2010 : Les Experts : Manhattan : Keith Borgese (Saison 6, Épisode 14)
- 2010 : Saving Grace : Kaz (Saison 3, Épisode 11)
- 2010 : Miami Medical : Scott (Saison 1, Épisode 5)
- 2010 : Ghost Whisperer : Kyle/Seth (Saison 5, Épisode 21)
- 2010 : Les Experts : Kurt Francis (Saison 11, Épisode 3)
- 2011 : La Diva du divan (Necessary Roughness) : Tyler Paxton (Saison 1, Épisode 6)
- 2011 : American Horror Story : Travis (Saison 1, Épisodes 2, 4, 9, 10 et 12)
- 2012 : The Secret Circle : Callum (Saison 1, Épisode 12, 13 et 19)
- 2013 : Agents of S.H.I.E.L.D. : Jakob Nystrom (Saison 1, Épisode 8)
- 2014 : Grimm : Ken (Saison 3, épisode 20)
- 2014 : The Lottery : Kyle Walker
- 2015 : Hawaii 5.0 : Mark Shepperd (saison 6,épisode 6)
- 2016 : Good Girls Revolt : Gregory (7 épisodes)
- 2017 : MacGyver : Un SDF (Saison 1, épisode 15)
- 2018 : Magnum : Val Jenson (saison 1 épisode 3)
- 2020 : Lucifer : Dirty Doug (saison 5 épisode 1)
- 2022 : La Défense Lincoln (The Lincoln Lawyer)

### Cinéma
- 2007 : Boogeyman 2 : Darren
- 2008 : Bleu d'enfer 2 : Mace
- 2009 : The Outside : Ned Blakey
- 2010 : Halfway to a Blackout Trailer : Chas Knopfler
- 2024 : Singing in My Sleep : Kevin

## Distinctions

### Nominations
- Daytime Emmy Awards 2005 : Meilleur jeune acteur dans une série télévisée dramatique pour Les Feux de l'amour (2004-2012).
- 2005 : Soap Opera Digest Awards du meilleur espoir masculin dans une série télévisée dramatique pour Les Feux de l'amour (2004-2012).
- Daytime Emmy Awards 2006 : Meilleur jeune acteur dans une série télévisée dramatique pour Les Feux de l'amour (2004-2012).

## Anecdotes
- Son surnom est Grazzy.
- Il est très ami avec Thad Luckinbill et Greg Rikaart, ses partenaires dans Les Feux de l'amour ;
- Il joue, en 2008, dans Esprits criminels aux côtés de Shemar Moore, qui était son partenaire dans Les Feux de l'amour.
- En 2007, il renouvelle son contrat avec Les Feux de l'amour, mais finira par quitter la série fin novembre 2012 après avoir interprété le rôle de Daniel Romalotti Jr pendant 8 ans.